# Revival (Eminem-album)
A Revival Eminem amerikai rapper kilencedik stúdióalbuma, amely 2017. december 15-én jelent meg az Aftermath Entertainment, Shady Records és az Interscope Records által.

## Története
Eminem 2016. októberében bejelentette a "Campaign Speech" című dalát, és ezt írta még hozzá, "Ne aggódjatok, albumon dolgozom! Közben van valami."